# موساپ (کنتیکت)
موساپ (به انگلیسی: Moosup) یک منطقهٔ مسکونی در ایالات متحده آمریکا است که در کنتیکت واقع شده‌است. موساپ ۳٬۲۳۱ نفر جمعیت دارد.